# Cho Jin-woong
Cho Jin-woong (* 2. April 1976 in Busan als Cho Won-jun) ist ein südkoreanischer Film- und Theaterschauspieler.

## Leben
Cho Jin-woong war zunächst Theaterschauspieler in Busan. Cho begann seine Filmkarriere in Once Upon a Time in High School. Seinen Durchbruch hatte er durch das Drama Solyakgukjib Adeul-deul und hatte seitdem mehrere Rollen in Film und Fernsehen. Er erhielt sehr positive Kritiken für seine Rolle in Jang Joon-hwans Film Hwayi: A Monster Boy (2013). Außerdem spielte er in den Historienfilmen Kundo – Pakt der Gesetzlosen (2014) und Der Admiral – Roaring Currents (2014). Seine bis dahin größte Rolle spielte er jedoch als Antagonist in A Hard Day (2014), der auf den Internationalen Filmfestspielen von Cannes lief. Schließlich hatte Cho weitere Rollen in den Blockbustern Assassination (2015) und Die Taschendiebin (2016). Er erhielt weiterhin gute Kritiken für seine Leistung in der Fernsehserie Signal (2016) und spielte eine größere Rolle in Entourage (2016), einer südkoreanischen Adaption der gleichnamigen US-Serie.
2018 wurde er in die Academy of Motion Picture Arts and Sciences berufen, die jährlich die Oscars vergibt.

## Filmografie

### Filme
- 2004: Once Upon a Time in High School (말죽거리 잔혹사 Maljukgeori Janhoksa)
- 2004: My Brother (우리형 Uri Hyeong)
- 2006: Running Wild (야수 Yasu)
- 2006: Straßen der Gewalt (비열한 거리 Biyeolhan Geori)
- 2006: Les Formidables
- 2006: Gangster High (폭력써클)
- 2008: His Last Gift
- 2008: My New Partner
- 2008: The Guard Post – Der Feind ist die Dunkelheit
- 2008: Spare
- 2008: Sweet Lie
- 2008: A Frozen Flower
- 2009: Take Off
- 2009: Fly, Penguin
- 2009: City of Fathers
- 2010: Killing of Game
- 2010: Bestseller
- 2010: A Barefoot Dream
- 2011: Glove
- 2011: The Front Line – Der Krieg ist nie zu Ende
- 2011: Perfect Game
- 2012: Nameless Gangster (범죄와의 전쟁: 나쁜놈들 전성시대)
- 2012: A Millionaire on the Run
- 2012: Perfect Number
- 2013: Man on the Edge
- 2013: An Ethics Lesson
- 2013: My Paparotti
- 2013: Hwayi: A Monster Boy
- 2014: A Hard Day
- 2014: Kundo – Pakt der Gesetzlosen
- 2014: Der Admiral – Roaring Currents
- 2014: We Are Brothers
- 2015: Chronicle of a Blood Merchant
- 2015: Foulball
- 2015: Salut d’Amour
- 2015: Assassination
- 2016: Die Taschendiebin
- 2016: The Hunt
- 2017: Bluebeard
- 2017: Sheriff (보안관)
- 2017: The Outlaws (범죄도시 Beomjoe Dosi)
- 2017: Man of Will (대장 김창수 Daejang Kim Chang-su)
- 2018: The Spy Gone North
- 2018: Believer (독전 Dokjeon)
- 2018: Intimate Strangers (완벽한 타인 Wanbyeokan Tain)
- 2020: Me and Me

### Fernsehserien
- 2007: Romance Hunter
- 2008: Don’t Ask Me About the Past
- 2008: Lottery Trio
- 2009: Solyakgukjib Adeul-deul (솔약국집 아들들)
- 2009: Hot Blood
- 2010: Chuno (추노)
- 2010: A Man Called God (신이라 불리운 사나이)
- 2010: Flames of Desire (욕망의 불꽃)
- 2011: Believe in Love
- 2011: Deep Rooted Tree (뿌리 깊은 나무 Ppuri Gipeun Namu)
- 2014: The Full Sun (태양은 가득히 Taeyang-eun Gadeukhi)
- 2016: Signal (시그널)
- 2016: Entourage (안투라지)

## Auszeichnungen
2010
- Chunsa Film Art Award in der Kategorie Bester neuer Schauspieler für Bestseller

2012
- Buil Film Award in der Kategorie Bester Nebendarsteller für Nameless Gangster

2014
- Bucheon International Fantastic Film Festival: It Award für A Hard Day[4]
- Blue Dragon Award: Bester Nebendarsteller für A Hard Day[5]

2015
- Baeksang Arts Award in der Kategorie Bester Darsteller für A Hard Day[6]

2016
- Chunsa Film Art Award: Bester Nebendarsteller für Assassination
- APAN Star Award: Top Excellence Award, Actor in a Miniseries für Signal
- tvN10 Awards: Grand Prize (Daesang), Actor für Signal
- Asia Artist Awards: Grand Prize (Daesang) für Signal